# Рука (Marvel Comics)
Рука (англ. The Hand) — вымышленная организация во вселенной Marvel Comics.
Рука — орден злых магов ниндзя, которые занимаются преступлениями, а также выполняют заказы на убийство. Рука жаждет власти больше всего остального. Основа организации расположена в Японии, но она работает по всему миру. Орден был основан в 1588 как тайное общество японским самураем Кагэнобу Ёсиока, но вскоре вошёл в состав Змеиного источника, древнего клана ниндзя, служащего демону, известному как Зверь.
Члены Руки — знатоки мощной оккультной магии, они могут убить человека и вернуть его с того света в качестве верного слуги ордена. Только Электра, Эхо и Росомаха оказали этому сопротивление и победили.

## Цитата
Рука имеет пять пальцев, каждый из которых может существовать независимо от остальных. Этим они мало отличаются от пяти островов, формирующих Японию. Однако, когда пять пальцев руки объединяются для единой цели... рука становится объектом решительной силы!— Кагэнобу Ёсиока, основатель Руки, 1588 год

## История создания
Рука впервые появилась на страницах комикса Daredevil volume 1 #168 (январь 1981 года) и была создана художником и писателем Фрэнком Миллером. Когда Франк Миллер создал Руку, было отмечено, что её цвет в основном чёрный, с небольшими включениями красного. В конечном счете красный стал официальной одеждой Руки из-за ранних ошибок.

## История организации

### Начало
История ордена началась 800 лет назад, в феодальной Японии. Ища свободы от классовой системы, несколько горожан сбежало в гористые области Ига и Кога. Там они развивали ниндзюцу, тайное единоборство, вдохновителем которого возможно является книга Сунь-цзы Искусство войны. В течение столетий, они развивали своё искусство в изолированных лагерях. Обучение и практика начинались с рождения, а детские игры подразумевали в себе обучение владению оружием, рукопашному бою и искусству камуфляжа. Ниндзя были экспертами в шпионаже и убийствах, предлагая свои услуги самураям и тем, кто мог себе это позволить.
Они были самыми лучшими и опасными воинами на Земле, и их стали бояться всюду в Японии. Слухи дали начало мифу о том, что ниндзя были потомством Тэнгу, и что данное этими существами благословение придало воинам экстраординарные способности. Эти мифы вероятно распространялись ими самими. Однако, оказалось что древний клан ниндзя, известный как Змеиный источник действительно ведёт свою родословную от этих демонов.
В 1588 году Кагэнобу Ёсиока стал сэнсэем школы мечей Исиямы, расположенной в японской деревне Кюсюа. Столкнувшись с противодействием правительства, испорченного иностранным влиянием, Ёсиока преобразовал школу в учебное учреждение для самураев, цель которой состояла в том, чтобы власть оставалась в руках японцев. Таким образом и родилась Рука. Так же, как рука имеет пять пальцев, в руководстве ордена Руки были пять лидеров, каждый из которых управлял одним из пяти островов Японии.
После убийства Ёсиока мятежниками, Змеиный источник взял под свой контроль Руку и развратил её, используя культ демона, известного как Зверь, передав вместе с этим свои знания о темном волшебстве. Одно из заклинаний позволяет вернуть к жизни безжизненное тело ниндзя, с помощью демона. В отличие от других организаций ниндзя, «новая» Рука действовала в качестве наёмников и сама желала увеличить свою власть. Организация искала господства над другими, работая со своими союзниками, стремясь устранить своих врагов.

### Современное состояние
После окончания Второй мировой войны, несколько из хорошо ориентировавшихся в политике членов Руки сформировали HYDRA как объединение японских националистов, готовивших свержение японского правительства, убийство премьер-министра, и установление правого антикоммунистического правительства, которое перевооружило бы Японию. Барон Стракер присоединившись к HYDRA, захватил контроль над ней от её японских основателей и поменял её цели на захват мирового господства. Рука и HYDRA однако продолжали сотрудничество в многочисленных терактах и преступных операциях за эти годы.
Орден продолжает существование и в 21-м веке, ища власти в её различных формах, продолжая использовать свои смертельные навыки и жесткие методы. Самый опасный противник Руки — Непорочность, группа воинов во главе которых стоит Стик, слепой мастер боевых искусств и прежний наставник Мэттью Мёрдока, ставшего борцом с преступностью под именем Сорвиголова. Другая его ученица Электра Начиос, также была связана с Рукой. Она проникла в организацию, решив уйти от Стика. Но ниндзя обманом удалось заставить её совершить убийство одного из её прежних сэнсэев. Электра служила Руке какое-то время. Когда они начали развращать её душу, она сбежала из Японии назад в Америку.
В конечном счете, Рука стремилась уничтожить Стика и его воинов. Стику удалось пережить попытку убийства четырьмя воинами Руки. Тогда он вызвал других членов своей организации в Нью-Йорк. С её помощью он победил Кириги, самого опасного воина Руки за всё время. После этого организация подверглась нападению Стика и его воинов, к которым добавились Сорвиголова и Чёрная вдова. Рука почти победила их, когда Стик и Шафт обратились к древней технике, которая забирала силу жизни у всех ниндзя. Техника привела к взрыву Стика и его товарища в результате лишней поглощенной энергии. Рука посчитала смерть лидера их врагов победой и перенесла своё внимание к другим планам.
Годы спустя, Рука снова обратила своё внимание к Непорочности, пытаясь помешать определить её членам местонахождение новорожденного ребенка, который был перевоплощением души Стика. Рука убила многих учеников Стика. Оставшиеся поехали в Нью-Йорк, ища помощь Сорвиголовы. Согласившись, тот вместе с ними отправился в Японию. Там им удалось сохранить перевоплощенный дух их учителя.
Электра руководила Рукой в течение некоторого времени, но была убита. Одна фракция, во главе с лордом Хироси и Леди Меченой стремилась сделать Сорвиголову их новым лидером, но тот отказал им. Также они подстрекали Амбала к возвращению в Нью-Йорк, в обмен на это предлагая ему лидерство. Однако переговоры были прерваны Сорвиголовой, который принял их предложение, при условии, что Рука не должна вести дел с Амбалом или Леди Меченой. Три остающихся ниндзя-лорда приняли эту договорённость.

## Вне комиксов

### Телевидение
- В мультсериале «Железный человек», в эпизоде «Руки Мандарина», СМИ ошибочно принимают приспешников Мандарина за членов Руки.
- Рука появляется во втором сезоне сериала «Сорвиголова»[2].
- Рука является главным противником Железного Кулака и Защитников в сериалах «Железный кулак» и «Защитники».

### Кино
- В фильме «Электра» Рука выступает как преступная организация. В её состав вошли Кириги, Татту, Тиф, Стоун и Кинкоу. Возглавляет Руку Мастер Роши. Члены организации носят чёрное одеяние.

## Пародии
Клан Фут (англ. Foot — нога) или клан Нога из комиксов о Черепашках-Ниндзя являются пародией на клан Руки. А черепахи являются следствием того же несчастного случая что сделало Сорвиголову слепым.